# The Golden Years
The Golden Years — перший міні-альбом англійського гурту Motörhead, випущений 8 травня 1980 року. До нього ввійшли чотири записи з концертів гурту у рамках туру на підтримку альбому Bomber.

## Композиції
Автор музики і слів Kilmister, Clarke, Taylor except where noted. 
| #  | Назва                    | Автор                                        | Original release                                | Тривалість |
| -- | ------------------------ | -------------------------------------------- | ----------------------------------------------- | ---------- |
| 1. | «Leaving Here»           | Brian Holland, Lamont Dozier, Edward Holland | 1977 ~ Leaving Here / White Line Fever (single) | 3:02       |
| 2. | «Stone Dead Forever»     |                                              | 1979 ~ Bomber                                   | 5:20       |
| 3. | «Dead Men Tell No Tales» |                                              | 1979 ~ Bomber                                   | 2:54       |
| 4. | «Too Late, Too Late»     |                                              | 1979 ~ Overkill (single)                        | 3:21       |

## Склад
- Леммі Кілмістер - вокал
- Едді «Фаст» Кларк - гітара
- Філ «Філті Енімал» Тейлор - ударні